# Logica lineare
La logica lineare è una logica substrutturale proposta da Jean-Yves Girard come un raffinamento della logica classica ed intuizionista, coniugando le dualità che caratterizzano i connettivi della prima con le proprietà costruttive della seconda. Sebbene questo sistema logico sia un oggetto di studio fine a sé stesso, più in generale le idee della logica lineare hanno influito in settori come i linguaggi di programmazione, la game semantics o la fisica dei quanti e la linguistica, in particolare per la sua enfasi sulle risorse limitate, la dualità e l'interazione.
La logica lineare, di per sé, si presta a molteplici presentazioni e spiegazioni. Dal punto di vista della teoria della dimostrazione deriva da un'analisi del calcolo dei sequenti classico in cui gli usi della regola di contrazione e di indebolimento (regole strutturali) sono attentamente regolati. Al livello operativo questo significa che la deduzione logica non riguarda più solo l'espandere un insieme di "proposizioni vere", ma è anche un modo per manipolare risorse che non possono essere sempre duplicate o eliminate a piacere. In termini di semplici modelli denotazionali, la logica lineare può essere considerata come un raffinamento dell'interpretazione della logica intuizionistica sostituendo le categorie cartesiane chiuse con categorie monoidali simmetriche, o dell'interpretazione della logica classica sostituendo le algebre booleane con le C*-algebre.

## Sintassi
Il linguaggio della logica lineare classica (CLL) è definito induttivamente dalla seguente BNF:
| {\displaystyle A} | ::= | {\displaystyle p} ∣ {\displaystyle p}⊥                                        |
|                   | ∣   | {\displaystyle A} ⊗ {\displaystyle A} ∣ {\displaystyle A} ⊕ {\displaystyle A} |
|                   | ∣   | {\displaystyle A} & {\displaystyle A} ∣ {\displaystyle A} ⅋ {\displaystyle A} |
|                   | ∣   | 1 ∣ 0 ∣ ⊤ ∣ ⊥                                                                 |
|                   | ∣   | !{\displaystyle A} ∣ ?{\displaystyle A}                                       |

dove {\displaystyle p} e {\displaystyle p}⊥ appartengono all'insieme delle proposizioni atomiche del linguaggio. Per motivi che saranno spiegati in seguito, i connettivi ⊗, ⅋, 1 e ⊥ sono detti moltiplicativi, mentre &, ⊕, ⊤ e 0 additivi, e i connettivi ! e ? sono chiamati esponenziali. In più, possiamo impiegare la seguente terminologia:
- ⊗ è detto "congiunzione moltiplicativa" o "per" (talvolta anche "tensore")
- ⊕ è detto "disgiunzione additiva" o "più"
- & è detto "congiunzione additiva" o "con"
- ⅋ è detto "disgiunzione moltiplicativa" o "par"
- ! si legge "certamente" (o "bang")
- ? si legge "perché no"

Ogni proposizione {\displaystyle A} in CLL ha un suo duale {\displaystyle A}⊥, definito come segue:
| {\displaystyle (p)}⊥{\displaystyle =p}⊥                                          | {\displaystyle (p)}⊥{\displaystyle =p}⊥                                          | {\displaystyle (p)}⊥{\displaystyle =p}⊥                                          | {\displaystyle (p}⊥{\displaystyle )}⊥ {\displaystyle =p}                         | {\displaystyle (p}⊥{\displaystyle )}⊥ {\displaystyle =p}                         | {\displaystyle (p}⊥{\displaystyle )}⊥ {\displaystyle =p}                         |
| {\displaystyle (A} ⊗ {\displaystyle B})⊥{\displaystyle =A}⊥ ⅋ {\displaystyle B}⊥ | {\displaystyle (A} ⊗ {\displaystyle B})⊥{\displaystyle =A}⊥ ⅋ {\displaystyle B}⊥ | {\displaystyle (A} ⊗ {\displaystyle B})⊥{\displaystyle =A}⊥ ⅋ {\displaystyle B}⊥ | ({\displaystyle A} ⅋ {\displaystyle B})⊥{\displaystyle =A}⊥ ⊗ {\displaystyle B}⊥ | ({\displaystyle A} ⅋ {\displaystyle B})⊥{\displaystyle =A}⊥ ⊗ {\displaystyle B}⊥ | ({\displaystyle A} ⅋ {\displaystyle B})⊥{\displaystyle =A}⊥ ⊗ {\displaystyle B}⊥ |
| {\displaystyle A} ⊕ {\displaystyle B})⊥{\displaystyle =A}⊥ & {\displaystyle B}⊥  | {\displaystyle A} ⊕ {\displaystyle B})⊥{\displaystyle =A}⊥ & {\displaystyle B}⊥  | {\displaystyle A} ⊕ {\displaystyle B})⊥{\displaystyle =A}⊥ & {\displaystyle B}⊥  | {\displaystyle (A} & {\displaystyle B})⊥{\displaystyle =A}⊥ ⊕ {\displaystyle B}⊥ | {\displaystyle (A} & {\displaystyle B})⊥{\displaystyle =A}⊥ ⊕ {\displaystyle B}⊥ | {\displaystyle (A} & {\displaystyle B})⊥{\displaystyle =A}⊥ ⊕ {\displaystyle B}⊥ |
| {\displaystyle (1)}⊥{\displaystyle =}⊥                                           | {\displaystyle (1)}⊥{\displaystyle =}⊥                                           | {\displaystyle (1)}⊥{\displaystyle =}⊥                                           | (⊥)⊥{\displaystyle =1}                                                           | (⊥)⊥{\displaystyle =1}                                                           | (⊥)⊥{\displaystyle =1}                                                           |
| {\displaystyle (0)}⊥{\displaystyle =}⊤                                           | {\displaystyle (0)}⊥{\displaystyle =}⊤                                           | {\displaystyle (0)}⊥{\displaystyle =}⊤                                           | (⊤)⊥{\displaystyle =0}                                                           | (⊤)⊥{\displaystyle =0}                                                           | (⊤)⊥{\displaystyle =0}                                                           |
| {\displaystyle (!A)}⊥{\displaystyle =?(A}⊥{\displaystyle )}                      | {\displaystyle (!A)}⊥{\displaystyle =?(A}⊥{\displaystyle )}                      | {\displaystyle (!A)}⊥{\displaystyle =?(A}⊥{\displaystyle )}                      | {\displaystyle (?A)}⊥{\displaystyle =!(A}⊥{\displaystyle )}                      | {\displaystyle (?A)}⊥{\displaystyle =!(A}⊥{\displaystyle )}                      | {\displaystyle (?A)}⊥{\displaystyle =!(A}⊥{\displaystyle )}                      |

|     | add | mul | exp |
| --- | --- | --- | --- |
| pos | ⊕ 0 | ⊗ 1 | !   |
| neg | & ⊤ | ⅋ ⊥ | ?   |

Si osservi che {\displaystyle (-)}⊥ è un'involuzione, ossia per qualsiasi proposizione {\displaystyle A}⊥⊥{\displaystyle =A}. {\displaystyle A}⊥ è anche detta negazione lineare di {\displaystyle A}.
Le colonne della tabella suggeriscono un altro modo per classificare i connettivi della logica lineare, chiamato polarità: i connettivi negati nella colonna di sinistra (⊗, ⊕, 1, 0,!) sono chiamati positivi, mentre i loro duali a destra (⅋, &, ⊥, ⊤,?) sono chiamati negativi; cf. tabella a destra.
L'implicazione lineare non è inclusa nella grammatica dei connettivi, ma è definibile nella CLL usando la negazione lineare e la disigunzione moltiplicativa (par), da {\displaystyle A}⊸{\displaystyle B:=A}⊥⅋{\displaystyle B}. Il connettivo ⊸ è talvolta chiamato "lollipop" a causa della sua forma.